# Samuel Knutzen
Samuel Knutzen (15 gennaio 1892 – 30 aprile 1975) è stato un dirigente sportivo e calciatore norvegese, di ruolo attaccante.

## Carriera

### Giocatore

#### Club
Knutzen giocò con la maglia del Ready.

#### Nazionale
Conta una presenza per la Norvegia. Il 3 novembre 1912, infatti, fu in campo nella sconfitta per 4-2 contro la Svezia.

### Dopo il ritiro
Fu presidente della Norges Fotballforbund dal 1924 al 1926.